# دودلي كامبل
دودلي كامبل (بالإنجليزية: Dudley Campbell)‏ (24 ديسمبر 1833 في المملكة المتحدة - 24 يناير 1900) هو لاعب كريكت بريطاني (وحمل سابقاً جنسية المملكة المتحدة لبريطانيا العظمى وأيرلندا).

## وصلات خارجية
- دودلي كامبل على موقع إي آس بي آن كريك إنفو (الإنجليزية)